# William Emmette Coleman
William Emmette Coleman (Shadwell (Virginia), 19 giugno 1843 – 4 aprile 1909) è stato un funzionario e orientalista statunitense.
Fin da giovane si dedicò alla teoria e pratica dello spiritismo, acquisendo notorietà per le accuse di plagio mosse nei confronti della medium russa Helena Blavatsky.

## Biografia
All'età di sedici anni, iniziò a dedicarsi allo spiritismo e successivamente fu assunto come assistente bibliotecario della biblioteca pubblica di Richmond.
Nel 1869, fu nominato primo assistente fra i collaboratori del generale Edward Canby. Nel 1871, sposò Wilmot Bouton, che venne a mancare undici anni più tardi. Nel 1883, fu posto a capo degli impiegati d'ufficio del quartiermastro del Presidio di San Francisco.
Coleman acquisì una certa notorietà principalmente per le critiche rivolte alla teosofia di Helena Blavatsky, che accusò di aver plagiato ampiamente le sue opere. Nel 1895, diede alle stampe l'articolo The Sources of Madame Blavatsky's Writings ("Le fonti degli scritti di Madame Blavatsky"), pubblicato in appendice al racconto A Modern Priestess of Isis di Vsevolod Solovyov. L'articolo dimostrava che il libro Isis Unveiled della Blavatsky era in larga misura copiato dalle sue opere, allegando una lista delle fonti non attribuite.
In particolare, rispetto al libro The Secret Doctrine, Coleman sostenne che non era così erudito, antico e autentico come pretendeva di essere. Indignato dalla pretesa conoscenza delle lingue orientali vantata dalla Blavatsky, mostrò che aveva utilizzato la traduzione del Vishnu Purana di H. H. Wilson, il libro World Life; or, Comparative Geology di Alexander Winchell, l'Atlantis di Donnelly e altri testi pseudoscientifici di occultismo dell'epoca. Inoltre, mostrò che era stata plagiata anche gran parte del testo di Isis Unveiled.
Dichiarò anche che stava lavorando a un libro che avrebbe rivelato le fonti utilizzate dalla medium russa per il suo volume Stanze dal Libro di Dzyan, ma il libro non fu mai pubblicato poiché le bozze del testo furono perse durante il terremoto di San Francisco del 1906.
Coleman fu descritto dai suoi avversari come uno "spiritualista radicale non cristiano". Si oppose alla schiavitù e sostenne la separazione tra Stato e Chiesa. 
Fu membro dell'American Oriental Society e della Royal Asiatic Society of Great Britain and Ireland.

## Opere
Articoli
- The Frauds of Madame Blavatsky (1891)
- Blavatsky Unveiled (1892)
- Critical Historical Review of The Theosophical Society (1893)
- The Sources of Madame Blavatsky's Writings (1895)

Libri
- The Bible God Disproved by Nature (Truthseeker Tracts, no. 55)
- One Hundred and One Reasons Why I am not a Christian Spiritualist (Truthseeker Tracts no. 79)